# Arambij Jemiž
Arambij Jemiž (* 9. února 1953 Askalaj, Adygejsko) je bývalý sovětský zápasník–judista a sambista, adygejské národnosti, bronzový olympijský medailista z roku 1980.

## Sportovní kariéra
Začínal se zápasem sambo na střední škole v Majkopu. Připravoval se v známé majkopské tréninkové skupině trenéra Jakuba Kobleva. Od roku 1977 se zaměřil na zápasení v judo. V roce 1979 se prosadil na post sovětské reprezentační jedničky v superlehké váze do 60 kg. V roce 1980 vybojoval olympijskou nominaci na domácí olympijské hry v Moskvě. V semifinále nestačil na Francouze Thierry Reye, ale v boji o třetí místo porazil Pavla Petřikova staršího a vybojoval bronzovou olympijskou medaili. Od roku 1981 se na větších judistických turnajích neobjevoval. Po skončení sportovní kariéry se věnoval trenérské, funkcionářské a politické práci.

## Výsledky
| Turnaj             | 1979       | 1980       |
| Turnaj             | 26         | 27         |
| Turnaj             | superlehká | superlehká |
| ------------------ | ---------- | ---------- |
| Olympijské hry     |            | 3.         |
| Mistrovství světa  | 5.         |            |
| Mistrovství Evropy | 3.         | —          |